# 1157

## Догађаји

### Јануар
- 12. јануар — 16. март – Калиф Ел-Муктафи успешно брани Багдад од коалиционих снага султана Мухамеда од Хамадана и атабега Кутб-адина од Мосула.
- Алберт I од Бранденбурга почиње свој немилосрдни програм смиривања словенског региона.

### Јун
- 11. јун — Алберт I од Бранденбурга, звани Медвед, оснива маркгрофовију Бранденбург у Немачкој и постаје њен први маркгроф.
- 19. јун — Битка код Банијаса

### Јул
- Јул — Хенри II покреће кампању против Оваина Гвинеда у северном Велсу. Иако га Оваин побеђује у бици код Евлоеа, он се на крају предаје Хенрију и одаје му почаст.

### Август
- 12. август — Земљотрес у Хами 1157. године се дешава након годину дана предпотреса. Име је преузето од града Хама, у западно-централној Сирији (тада под влашћу Селџука), где је забележен највећи број жртава.[7]
- 21. август — Санчо III и Фердинанд II, синови краља Алфонса VII од Кастиље, деле његово краљевство између себе након његове смрти.[8]

### Октобар
- 23. октобар — Битка код Грат Хита: Грађански рат у Данској завршава се смрћу краља Свена III. Валдемар I од Данске постаје краљ целе Данске и обнавља земљу.
- Хенри II од Енглеске додељује посебне трговачке привилегије ханзејским трговцима из Келна и Линколна у Лондону.
- Нур ад-Дин Зенги опседа витезове хоспиталере у крсташкој тврђави Бањас, разбија војску за помоћ коју је предводио краљ Балдвин III од Јерусалима и заробљава великог мајстора Бертрана де Бланфора.

## Рођења

### Фебруар
- 8. септембар — Ричард Лављег Срца, енглески краљ (†1199)

## Смрти
- Алфонсо VII од Леона и Кастиље
- Ахмед Санџар

- Јуриј Долгоруки

- Кнут V Дански

- Матилда од Савоје и Португалије

- Рамиро II од Арагона

- Свен III Дански

- Теодора Комнин (ћерка цара Јована II)